# Álvaro Alves de Faria
Álvaro Alves de Faria (São Paulo, 9 de febrero de 1942) es un poeta, escritor y periodista brasileño, encuadrado en la Generación 60.

## Trayectoria
Nació en São Paulo, donde reside habitualmente.  Ha cultivado diversos géneros literarios entre los cuales encontramos: poesía, novela, ensayo y crónica, además de haber escrito algunas obras de teatro. Como poeta, inició, en 1965, el movimiento de recitales públicos en las calles y plazas de São Paulo, cuando lanzó el libro Sermão do Viaduto, - un mitin poético - en pleno Viaduto do Chá. En 1966, por motivos políticos, fueron prohibidos estas manifestaciones. 
Periodista profesional, se dedicó desde entonces al área cultural, especialmente a la crítica literaria en periódicos, revistas, radio y televisión.
En 2007 la ciudad de Salamanca le declaró Huésped Distinguido en el XI Encuentro de Poetas Iberoamericanos y publicó una antología de su obra bajo el título Habitación de olvidos. Desde entonces participa activamente en estos encuentros.
Por su trabajo recibió, en 1976 y 1983, el Premio Jabuti de Literatura de la Cámara Brasileña del Libro.
Voz crítica durante varias décadas, volvió a ser reconocido en su país y se le concedieron el Premio de Poesía y Liberdad Alceu Amoroso Lima, en Río de Janeiro, y el Premio Guilherme de Almeida de Poesía”.
Alves de Faria es autor de más de 50 libros en Brasil, especialmente en poesía. También ha escrito obras de teatro y ensayo. Otros 19 libros los ha publicado en Portugal, además de los 7 editados en España.
Sus poemas han sido traducidos al inglés, italiano, español, alemán, servo-croata y japonés.

## Obra

### Poesía
- Nocturno Maior (1963)
- Tempo Final (1964)
- O Sermão do Viaduto (1965)
- Quatro Cantos de Pavor e Alguns Poemas Desesperados (1973)
- Em Legítima Defesa (1978)
- Motivos Alheios (1983)
- Mulheres do Shopping (1988)
- Lindas Mulheres Mortas (1990)
- O Azul Irremediável (1992)
- Pequena Antologia Poética (1996)
- Gesto Nulo (1998)
- Agrário (1998)
- Terminal (1999)
- 20 poemas quase Líricos e Algumas Canções para Coimbra (1999)

### Ficción
- O Tribunal, novela (1972)
- O Defunto, uma história brasileira, novela (1976)
- A Faca no Ventre, romance (1979)
- A Noiva da Avenida Brasil, crónicas (1981)
- Autópsia, romance (1986)
- Dias Perversos, romance (1994)

## Premios
- 1976 y 1983 Premio Jabuti de Literetura
- Premio de Poesía y Liberdad Alceu Amoroso Lima
- Premio Guilherme de Almeida de Poesía